# トラック1/4t 4×4
トラック1/4t 4×4（トラックよんぶんのいっトンよんりんくどう）は、自衛隊で物資輸送や人員輸送の用途で使われるトラックの一つである。

## 特徴

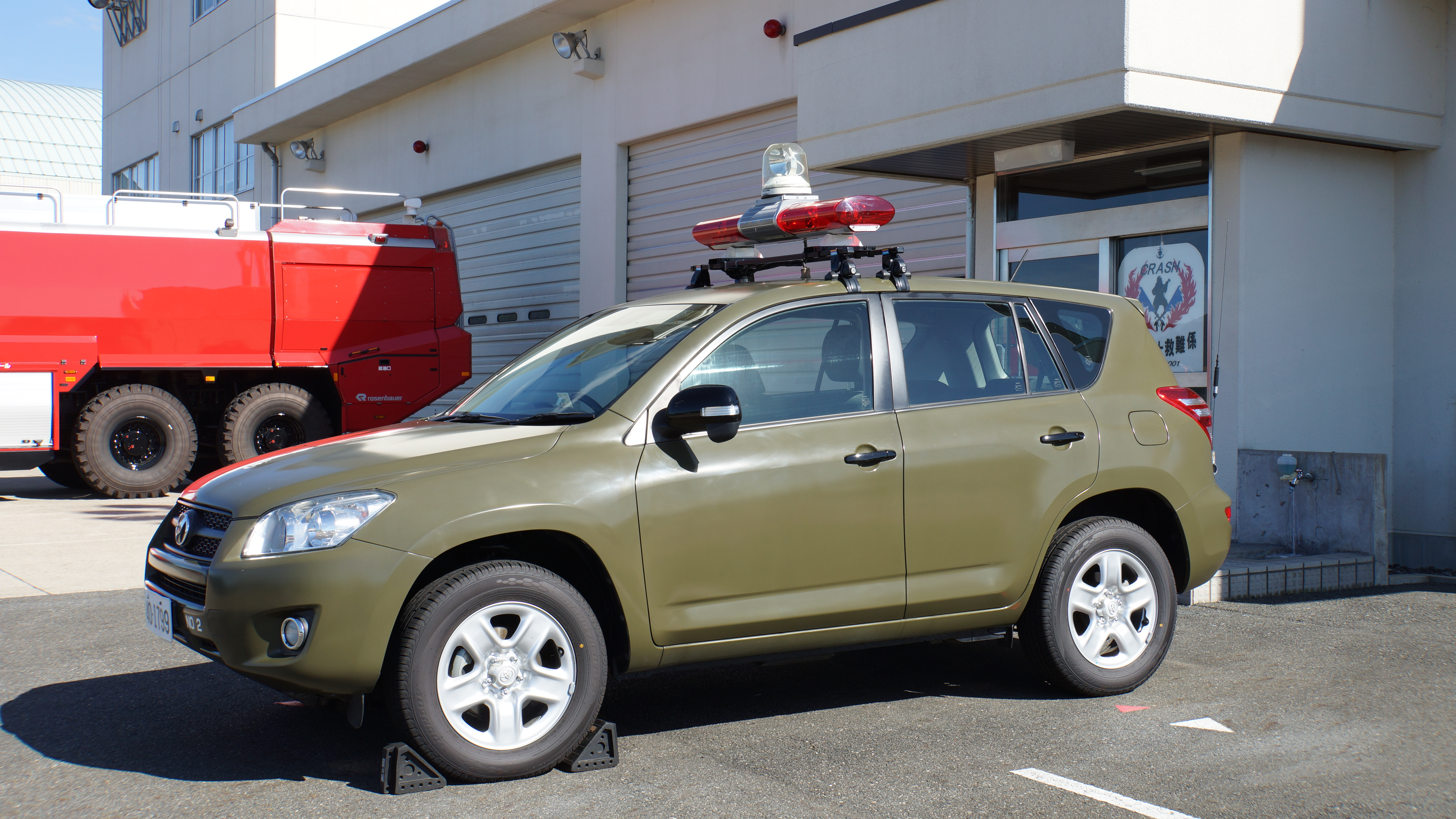
海上自衛隊舞鶴航空基地所属
トヨタ・RAV4

トラックと呼ばれるが、ランドクルーザーやサファリ等市販SUVタイプ車両の民生品をOD色で塗装しただけのものである。自衛隊制式の1/2tトラックと外見が似ているが、1/2tトラックは有事運用を想定して制作されているのと対照に、本車は基本的に平時の各種物資等輸送に用いられる。

## 諸元
民間のものと同じ

## 製造
- トヨタ自動車
- 日産自動車
- 三菱自動車工業　など

単一のメーカーに偏ることなく、複数社から調達が行われている。